# Elisabeth Pihela
Elisabeth Pihela (15 marzo 2004) è un'altista estone.

## Biografia
Tra il 2021 e il 2023 partecipa a due edizioni sia dei campionati europei under 20, sia dei campionati mondiali under 20, conquistando un argento e un bronzo continentali nel salto in alto. Nel 2023 prende parte anche ai campionati mondiali di atletica leggera di Budapest, dove si classifica ottava.
Nel 2024, dopo essere uscita ai turni di qualificazione del salto in alto ai campionati europei di Roma, rappresenta l'Estonia anche ai Giochi olimpici di Parigi, dove però non riesce a qualificarsi per la finale.
È allenata dalla ex multiplista olimpica Grit Šadeiko.

## Progressione

### Salto in alto
| Stagione | Misura    | Luogo    | Data       | Rank. Mond. |
| -------- | --------- | -------- | ---------- | ----------- |
| 2024     | 1,90 m    | Valmiera | 7-7-2024   |             |
| 2023     | 1,92 m    | Pärnu    | 11-6-2023  | 31ª         |
| 2022     | 1,88 m(i) | Tallinn  | 19-2-2022  | 67ª         |
| 2022     | 1,88 m    | Pärnu    | 23-7-2022  | 67ª         |
| 2021     | 1,87 m    | Nairobi  | 22-8-2021  | 82ª         |
| 2020     | 1,85 m(i) | Tallinn  | 15-2-2020  | 85ª         |
| 2019     | 1,85 m    | Rakvere  | 29-6-2019  | 114ª        |
| 2018     | 1,72 m(i) | Pärnu    | 29-12-2018 | 953ª        |
| 2017     | 1,60 m    | Kärdla   | 14-6-2017  | –           |
| 2016     | 1,60 m    | Tallinn  | 6-6-2016   | –           |
| 2016     | 1,60 m    | Tallinn  | 24-5-2016  | –           |

## Palmarès
| Anno | Manifestazione    | Sede        | Evento        | Risultato | Prestazione | Note |
| ---- | ----------------- | ----------- | ------------- | --------- | ----------- | ---- |
| 2021 | Europei under 20  | Tallinn     | Salto in alto | Bronzo    | 1,86 m      |      |
| 2021 | Mondiali under 20 | Nairobi     | Salto in alto | 4ª        | 1,87 m      |      |
| 2022 | Mondiali under 20 | Cali        | Salto in alto | 6ª        | 1,80 m      |      |
| 2023 | Europei under 20  | Gerusalemme | Salto in alto | Argento   | 1,88 m      |      |
| 2023 | Mondiali          | Budapest    | Salto in alto | 8ª        | 1,89 m      |      |
| 2024 | Europei           | Roma        | Salto in alto | 19ª (q)   | 1,85 m      |      |
| 2024 | Giochi olimpici   | Parigi      | Salto in alto | 26ª (q)   | 1,83 m      |      |
| 2025 | Europei indoor    | Apeldoorn   | Salto in alto | 6ª        | 1,89 m      | =    |

## Campionati nazionali
- 2 volte campionessa estone assoluta del salto in alto (2023, 2024)
- 2 volte campionessa estone assoluta del salto in alto indoor (2021, 2024)
- 1 volta campionessa estone under 23 del salto in alto indoor (2021)
- 1 volta campionessa estone under 20 del salto in alto indoor (2022)
- 1 volta campionessa estone under 18 del salto in alto (2020)
- 1 volta campionessa estone under 18 del salto in alto indoor (2020)
- 2 volte campionessa estone under 16 del salto in alto (2019, 2019)

2018
- 4ª ai campionati estoni under 16 di prove multiple, pentathlon U16 pista corta - 3008 p.
- Oro ai campionati estoni under 16, salto in alto - 1,71 m
- 4ª ai campionati estoni under 16, salto in lungo - 5,38 m

2019
- Argento ai campionati estoni under 20, salto in alto - 1,70 m
- 4ª ai campionati estoni under 20, salto in lungo - 5,58 m
- Oro ai campionati estoni under 16, salto in alto - 1,85 m
- Argento ai campionati estoni under 16, salto in lungo - 5,49 m

2020
- Oro ai campionati estoni under 18 indoor, salto in alto - 1,85 m
- 5ª ai campionati estoni under 18 indoor, salto in lungo - 5,45 m
- Oro ai campionati estoni under 18, salto in alto - 1,73 m
- Argento ai campionati estoni under 18, salto in lungo - 1,74 m

2021
- Oro ai campionati estoni under 23 indoor, salto in alto - 1,80 m
- Oro ai campionati estoni assoluti indoor, salto in alto - 1,82 m
- Argento ai campionati estoni assoluti, salto in alto - 1,79 m

2022
- Oro ai campionati estoni under 20 indoor, salto in alto - 1,88 m
- Argento ai campionati estoni assoluti, salto in alto - 1,82 m

2023
- Oro ai campionati estoni assoluti, salto in alto - 1,82 m

2024
- Oro ai campionati estoni assoluti indoor, salto in alto - 1,85 m
- Oro ai campionati estoni assoluti, salto in alto - 1,85 m

## Altre competizioni internazionali
2021
- 10ª in First League ai campionati europei a squadre ( Cluj-Napoca), salto in alto - 1,83 m

2023
- 8ª in Seconda Divisione ai campionati europei a squadre ( Chorzów), salto in alto - 1,84 m
- 9ª all'Athletissima ( Svizzera), salto in alto - 1,91 m
- 4ª allo Xiamen Diamond League ( Xiamen), salto in alto - 1,89 m
- 9ª al Memorial Van Damme ( Bruxelles), salto in alto - 1,80 m